# 앨버트 J. 캠벨
앨버트 J. 캠벨(Albert J. Campbell, 앨버트 제임스 캠벨, Albert James Campbell, 1857년 12월 12일 - 1907년 8월 9일)은 몬태나주 출신의 미국 하원이었다.
미시간주 폰티액 (미시간주)에서 태어난 캠벨은 일반 학교와 랜싱의 주립 농업 대학(현 미시간 주립 대학교)을 다녔다. 그는 몇 년 동안 학교에서 가르친 후 법학을 공부했다. 그는 1881년에 변호사 자격을 얻었고 미시간주 옥스퍼드에서 변호사로 일하기 시작했다. 그는 1882년 미시간 주 클라크(Clarke)로 이주하여 법률 업무를 재개했다. 그는 1886년부터 사임하는 1888년까지 미시간 주 레이크 카운티의 검사로 재직했다. 그는 1889년 11월 16일 몬태나 주 뷰트로 이사하여 직업 활동을 계속했다. 그는 1897년에 몬태나 주 하원의원을 역임했다.
캠벨은 제56차 의회(1899년 3월 4일 – 1901년 3월 3일)에서 민주당 (미국)원으로 선출되었다. 그는 1900년에 재지명 후보가 되는 것을 거부했다. 그는 몬태나주 뷰트 (몬태나주)에서 법률 업무를 재개했다. 그는 1907년 8월 9일 뉴욕 시에서 사망했다. 그는 몬태나 주 뷰트에 있는 모리아산 묘지에 안장되었다.